# Гути, Эмануэль
Эмануэль Гути или Иманнуэль Гути (англ. Emanuel Guthi, Imannuel Guthi, ивр. עמנואל גותי‎, род. 1938) — израильский шахматист, национальный мастер.
Участник чемпионата Израиля 1971 / 1972 гг. (11—13 места).
В составе сборной Израиля участник шахматных олимпиад 1960 и 1964 гг. (в 1960 г. завоевал индивидуальную серебряную медаль за 2-й результат среди 2-х запасных участников).
Участник международного турнира в Нетании (1961 г.).
Участник открытого чемпионата США 1990 г. и традиционных опен-турниров в Нью-Йорке (1994 и 2000 гг.).

## Основные спортивные результаты
| Год         | Город             | Соревнование                                  | + | − | = | Результат | Место      |
| ----------- | ----------------- | --------------------------------------------- | - | - | - | --------- | ---------- |
| 1960        | Лейпциг           | XIV Олимпиада (сборная Израиля, 2-й запасной) | 7 | 2 | 5 | 9½ из 14  | 2 на доске |
| 1961        | Нетания           | Международный турнир                          |   |   |   | 5½ из 13  | 12         |
| 1964        | Тель-Авив         | XVI Олимпиада (сборная Израиля, запасной)     | 2 | 4 | 0 | 2 из 6    |            |
| 1971 / 1972 | Хайфа — Тель-Авив | Чемпионат Израиля                             | 5 | 7 | 3 | 6½ из 15  | 11—13      |
| 1990        | Джэксонвилл       | Открытый чемпионат США                        |   |   |   |           | [ 9 ]      |